# Есен (филм)
Вижте пояснителната страница за други значения на Есен.
Есен е български документален късометражен филм от 1967 година. Режисьор на филма е Петър Донев, сценаристи – Петър Донев и Панайот Жанев. Той е черно-бял с продължителност 22 минути.
В него могат да се видят най-различни сцени от бита на българина – ловене на морски раци, полета с тикви и царевици, бране на ябълки, гроздобер и правене на ракия, вадене на картофи и лов. Филмът носи темата за раздялата и преходността на нещата.